# Sorotan Bele
Sorotan Bele va ser un grup de música folk-pop d'Hondarribia. Va aconseguir un èxit notable al País Basc en els anys 1990, publicant tres discos i un concert en directe abans de separar-se.

## Trajectòria
El grup va començar la seva carrera el 1991, quan tres amics d'institut començaren a quedar a les tardes per a tocar la guitarra. A poc a poc i a través de contactes es van anar unint els altres components. Al principi no tenien local d'assaig fins que aconseguiren que el conservatori de Lezo els prestés un espai.
Tenien ja compostes sis cançons quan el pare d'un d'ells els va proposar de gravar una maqueta a casa, que van enviar a un concurs de l'emissora de ràdio Euskadi Gaztea i van guanyar. Arran d'això, es van animar a enviar la maqueta al segell discogràfic Elkar, des d'on els van proposar d'afegir quatre cançons més per a publicar un disc. Així neix Sorotan Bele (1992), que va vendre 25.000 còpies. Arran de la publicació d'aquest àlbum el grup es va dedicar a fer nombrosos concerts en directe.
El 1994, publicaren Mundu hegian. Aquell mateix any, el flautista Mikel Errazkin va haver de deixar el grup causa de problemes de salut, limitant-se a la composició. Després, van aparcar el folk cèltic per complicar el seu estil i van autoeditar el tercer disc, amb el qual es van dissoldre, col·locant només una primera tirada de 5.000 còpies. El 30 de novembre de 1996, van fer el seu últim concert a Irun.

## Membres
- Gorka Sarriegi - veu
- Urbil Artola - guitarra
- Ritxi Salaberria - baix
- Aitor Etxaniz - bateria
- Mikel Errazkin - flautes i composició
- Mikel Izulain - violins
- Itziar Amiano - teclats

## Discografia
- Sorotan bele (1992)
- Mundu hegian (1994)
- Jon-en kezkak (1996)